# Gemeinde Komen

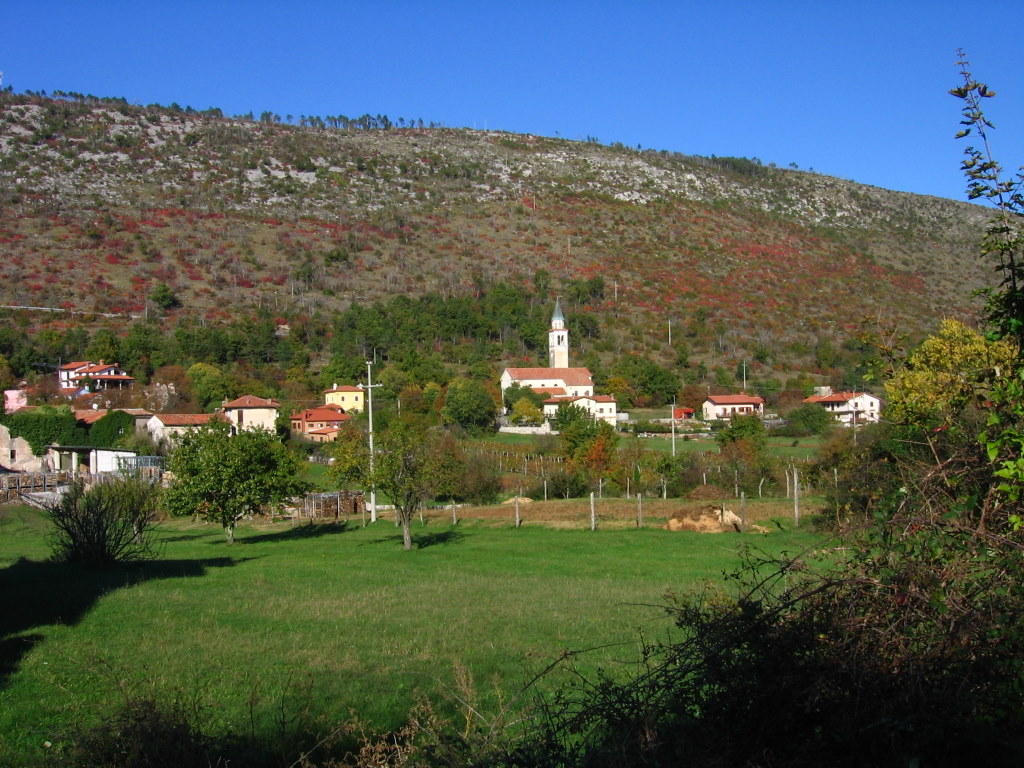
Karstlandschaft in Brestovica bei Komen

Die Gemeinde Komen (italienisch Comeno, deutsch Komein) ist eine Gemeinde im Westen von Slowenien. Verwaltungssitz ist die Ortschaft und des Hauptortes Komen, die bekannteste Ortschaft der Gemeinde ist Štanjel.

## Lage
Die Gemeinde ist Teil der historischen Region Primorska (Küstenland) und der Statistischen Region Obalno-kraška (Küsten- und Karstgebiet); Sie befindet sich im geologischen Zentrum des Karsts.
Die Gemeinde Komen erstreckt sich auf einer Fläche von 103 km². Sie reicht im Westen von der italienischen Grenze bis zum Wippachtal im Nordosten. Im Norden grenzt Komen an die Gemeinden Miren-Kostanjevica, Nova Gorica, Ajdovščina und im Süden an die Gemeinde Sežana.

## Ortschaften
Das Gemeindegebiet umfasst folgende 35 Siedlungen bzw. Ortschaften (Deutscher Name in Klammer):
1. Brestovica pri Komnu (Prestowitz bei Komein)
2. Brje pri Komnu (Bariach bei Sankt Merten)
3. Čehovini (Gschäß)
4. Čipnje (Zippein)
5. Coljava (Zollburg)
6. Divči (Diwitz)
7. Dolanci (Dollenz)
8. Gabrovica pri Komnu (Sonnberg bei Komein)
9. Gorjansko (Gorenzach)
10. Hruševica (Krasch)
11. Ivanji Grad (Johannisburg)
12. Klanec pri Komnu (Glanitsch bei Komein)
13. Kobdilj (Greifenstein)
14. Kobjeglava (Kubelglau)
15. Koboli (Kobel)
16. Kodreti (Krottenheim)
17. Komen (Komein)
18. Lisjaki (Lissiach)
19. Lukovec (Lukawitz)
20. Mali Dol (Kleinthal)
21. Nadrožica (Roitschitz)
22. Preserje pri Komnu (Presser)
23. Rubije (Oberschlan)
24. Šibelji (Niederschlan)
25. Škofi (Schkofelach)
26. Škrbina (Schörbin)
27. Štanjel (Sankt Daniel)
28. Sveto (Niederzautt)
29. Tomačevica (Thomesgraf)
30. Trebižani (Gereuth)
31. Tupelče (Dublitsch)
32. Vale (Wallenberg)
33. Večkoti (Besslau)
34. Volčji Grad (Wolfsburg)
35. Zagrajec (Seyfridshof)

## Sehenswürdigkeiten
- Ortschaft Štanjel
- Karstlandschaft der Wippacher Hügel und Berge (Vipavska brda)

## Nachbargemeinden
|         | Miren-Kostanjevica, Renče-Vogrsko, Nova Gorica | Ajdovščina |
| Italien | Kompassrose, die auf Nachbargemeinden zeigt    | Vipava     |
| Italien | Sežana                                         | Sežana     |

## Geschichte
Im Mittelalter war Komen ein Teil des Herzogtums Friaul. Im 13. Jahrhundert fiel das Gebiet an die Grafen von Görz.
Nachdem der letzte Görzer Graf gestorben war, ging Komen 1500 an die Habsburger, die das Gebiet in die Gefürstete Grafschaft Görz und Gradisca eingliederten, das bis 1918 bestand.

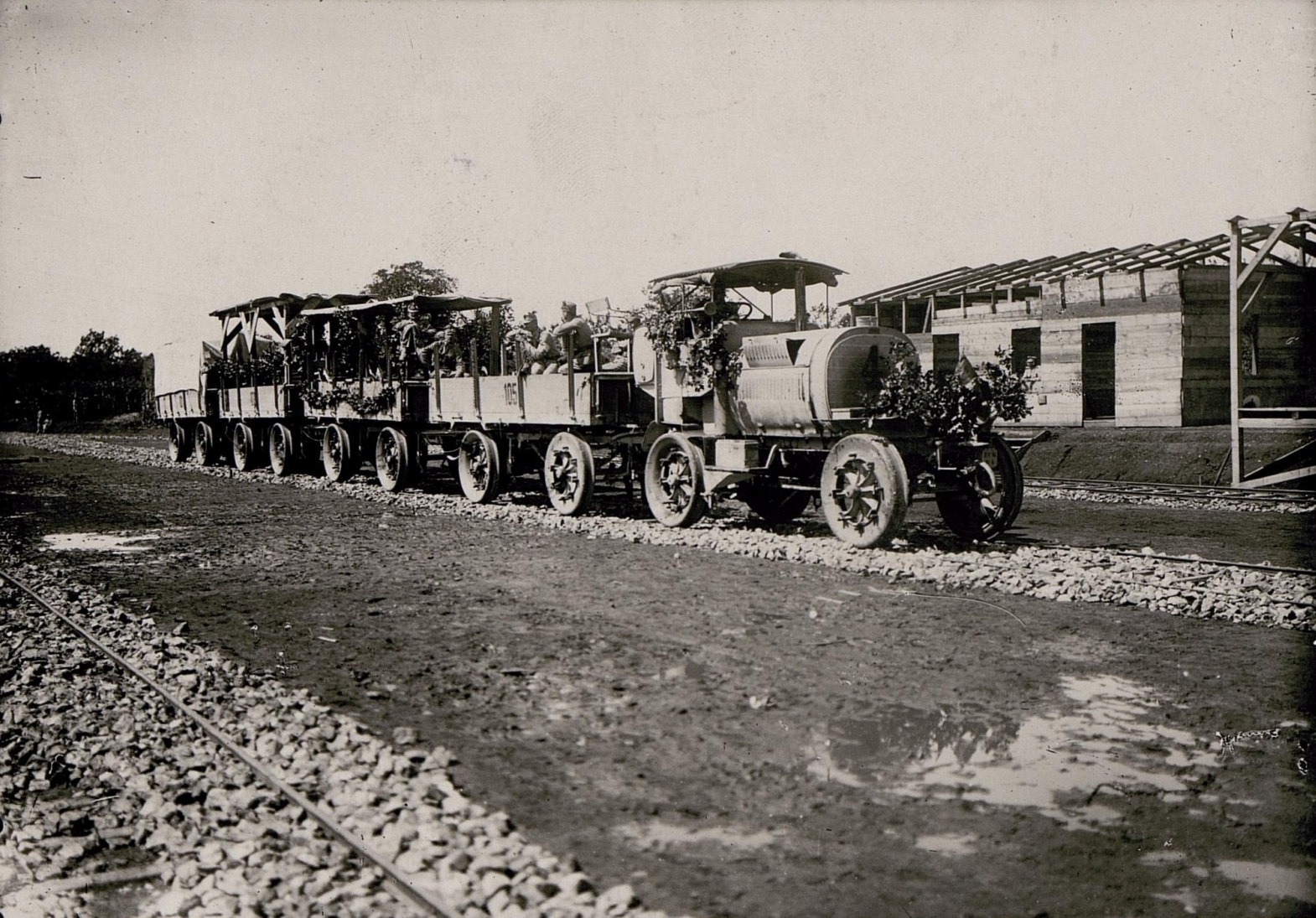
Erste Fahrt der Feldbahn bei Komen

Im Ersten Weltkrieg entbrannten 1917 in der Zehnten und Elften Isonzoschlacht heftige Kämpfe im westlichen Teil der Gemeinde, insbesondere um den hartnäckig verteidigten österreichisch-ungarischen Fronteckpfeiler der Hermada. Zur Versorgung ihrer Frontlinie auf dem Karst erbaute die österreichisch-ungarische Armee die Feldbahnen bei Komen. Nach dem Waffenstillstand von Villa Giusti im November 1918 besetzten zunächst italienische Truppen das Gebiet. Im November 1920 einigte sich das Königreich Italien im Grenzvertrag von Rapallo mit dem Königreich der Serben, Kroaten und Slowenen über den Grenzverlauf zwischen beiden Staaten und Komen wurde Italien angeschlossen.
Am 15. Februar 1944 wurde Komen von deutschen Truppen niedergebrannt. Die Einwohner wurden gezwungen, nach Bayern zu übersiedeln und konnten erst nach dem Zweiten Weltkrieg in ihre Heimat zurückkehren.
In der Ortschaft Sveto wurde ein Massengrab aus der Zeit unmittelbar nach dem Zweiten Weltkrieg gefunden.
1947 wurde Komen Teil der Republik Jugoslawien, 1991 Teil der Republik Slowenien.

## Persönlichkeiten
- Max Fabiani (1865–1962), Architekt
- Antun Mahnić (1850–1920), Bischof, Förderer der slowenischen und kroatischen Kultur